# Рудольф Реш
Рудольф Реш (нім. Rudolf Rösch; 11 травня 1890, Шерштеттен — 5 вересня 1952, Мюнхен) — німецький офіцер, генерал-майор люфтваффе.

## Звання[1]
- Майор
- Оберст-лейтенант (1 березня 1936)
- Оберст (1 січня 1939)
- Генерал-майор (1 грудня 1941)

## Нагороди[1]

### Перша світова війна
- Залізний хрест 2-го і 1-го класу
- Нагрудний знак військового пілота (Пруссія)
- Орден «За заслуги» (Баварія) 4-го класу з мечами

### Міжвоєнний період
- Почесний хрест ветерана війни з мечами
- Медаль «За вислугу років у Вермахті»
  - 4-го, 3-го і 2-го класу (18 років) (2 жовтня 1936) — отримав 3 медалі одночасно
  - 1-го класу (25 років) (1 липня 1939)

### Друга світова війна
- Хрест Воєнних заслуг 2-го (5 листопада 1940) і 1-го класу з мечами